# Porječje
Porječje (en serbe cyrillique : Порјечје) est un village de Bosnie-Herzégovine. Il est situé sur le territoire de la ville de Doboj et dans la république serbe de Bosnie. Selon les premiers résultats du recensement bosnien de 2013, il compte 171 habitants.

## Géographie
Le village est situé au bord de la rivière Lukavica.

## Démographie

### Évolution historique de la population dans la localité
| 1948 | 1953 | 1961 | 1971 | 1981 | 1991 | 2013 |
| ---- | ---- | ---- | ---- | ---- | ---- | ---- |
| -    | -    | 372  | 344  | 316  | 278  | 171  |

|  |